# 圣帕加维那雅加庙
圣帕加维那雅加庙位于新加坡如切锡兰路，是一座主供印度教神明伽内什的庙。

## 历史
1850年代，一座维那雅加（Lord Vinayagar）的雕像在附近一个池塘中被发现。后来在一棵香兰木（泰米尔语为“圣帕加”Senpaga）树下兴建了一座庙，得名“圣帕加维那雅加庙”（Sri Senpaga Vinayagar Temple）。
一位锡兰泰米尔人Ethirnayagam Pillai先生在附近印度工人的帮助下，率先建了一座简易的亚答式屋顶（attap roof）的小庙。这是该庙最早的形式。
1909年，当地的锡兰泰米尔人已增长到300个家庭，他们成立了新加坡锡兰泰米尔人协会（Singapore Ceylon Tamils’ Association，缩写SCTA）。1913年，一个由四人组成的管理委员会（Management Committee）成立，以便为数量业已增加的印度教徒翻建该庙。1923年，新加坡锡兰泰米尔人协会为帮助该庙而买下了如今该庙所在的土地。一座更大的庙在该片土地上建起来。新庙里有一位印度教祭祀（称为pandaram，意为“净白”）度化祈祷者（称为poojas）并举办其他宗教典礼。
自1923年起，新加坡锡兰泰米尔人协会成为这座自主管理的庙宇的正式所有者和管理者。自该年起，庙务委员会成员从该协会成员中遴选产生。1924年，庙务委员会决定对该庙进行升级改造。1926年，在S. Muthukumaru先生担任主席期间，升级改造计划得以完成，一位雕塑家也被请来。1929年，该庙混凝土建筑完工。
1930年2月3日，在主席的慷慨捐助下，第一次大献祭（Maha Kumbhabishegam）得以举行。许多有较高地位的社区领袖以及印度教徒答应在该庙周围空地上兴建若干新的圣坛。这些圣坛包括湿婆（Lord Shiva）、Ambal女神（Goddess Ambal）以及苏布拉马尼亚姆、陪胪、Nageswarar（Lords Subramaniam, Vairavar and Nageswarar）。
第二次世界大战期间，一颗炸弹毁坏了该庙。重建工作在主席Dr. P. Thillainathan的领导下于1949年展开。1955年7月7日，信徒们迎来了该庙又一次开光典礼。
2003年，该庙举行过一次大型宗教仪式。此后直到2015年1月26日才又在刚刚翻新的该庙举办一次大型宗教仪式，这次翻新是为庙宇的壁画重新上色并增设全自动厨房设备。这次仪式也获得附近宗教团体的支持，共有约5000人参加仪式，其中包括新加坡前总统纳丹、荣誉国务资政吴作栋、律政部长兼外交部长尚穆根、人力部长陈川仁、马林百列集选区议员花蒂玛副教授。该庙主席德万仁（Theyvendran）主持仪式。
如今的庙务委员会成员名单可见如下链接：Temple Committee Members。

## 建筑
该庙初建时便有许多设施。此后又经增建，形成了如下设施：
- 教室
- 法堂
- 厨房
- 图书馆
- 婚礼堂